# بيجي جلانفيل هيكس
بيجي وينسوم جلانفيل هيكس (بالإنجليزية: Peggy Glanville-Hicks)‏ (29 ديسمبر 1912 - 25 يونيو 1990)، كانت ملحنة أسترالية.

## روابط خارجية
- Peggy Glanville-Hicks في المركز الأسترالي للموسيقى: السيرة الذاتية وقائمة الأعمال والمواد المصدر
- غلانفيل-هيكس ، بيغي (1912-1990) في موسوعة المرأة والقيادة في أستراليا القرن العشرين
- بيجي جلانفيل هيكس في قاعدة بيانات الأفلام على الإنترنت